# Коста Стоянов (актьор)
Вижте пояснителната страница за други личности с името Коста Стоянов.
Коста Стоянов Костов е български драматичен актьор.

## Биография
Роден е във Варна на 30 септември 1878 г. Гимназиалното си образование получава във Варна. През 1893 г. дебютира в ролята на Ханс в „Многострадалната Геновева“ в трупа „Напредък“. С конкурс през 1897 г. става част от трупата „Сълза и смях“. През 1899 г. е актьор в трупите на Борис Пожаров и Тодор Тончев. След това работи в „Сълза и смях“ и в Народния театър. Почива на 15 декември 1945 г. в София.

## Роли
Коста Стоянов играе множество роли, по-значимите са:
- Яго – „Отело“ от Уилям Шекспир
- Юлий Цезар – „Юлий Цезар“ от Уилям Шекспир
- Президентът – „Коварство и любов“ от Фридрих Шилер
- Граф дьо Гиш и Сирено – „Сирено дьо Бержерак“ от Е. Ростан
- Алба – „Егмонд“ от Йохан Гьоте
- Ляпкин-Тяпкин – „Ревизор“ от Николай Гогол
- Ирод – „Саломе“ от Оскар Уайлд
- Вишневски – „Доходно място“ от Александър Островски
- Сольоний – „Три сестри“ от Антон Чехов
- Епанчин – „Идиот“ от Фьодор Достоевски
- Драгоданоглу – „В полите на Витоша“ от Пейо Яворов
- Георги Сурсувул – „Боян Магесникът“ от Кирил Христов
- Кир Тодор – „Борислав“ от Иван Вазов
- Исак – „Иванко“ от Васил Друмев
- Дядо Станко – „Под старото небе“ от Цанко Церковски[1]